# Polyrhachis osiris
Polyrhachis osiris é uma espécie de formiga do gênero Polyrhachis, pertencente à subfamília Formicinae.